# クローズ・ユア・マインド 馬熊横丁
『クローズ・ユア・マインド 馬熊横丁』（クローズ・ユア・マインド うまくまよこちょう）は、2007年3月に公開された日本映画である。TWILIGHT FILEシリーズの9作目にあたる。加藤夏希が主演を務め、岸田健作、小野ヤスシ、猪瀬孔明、吉田友一、立花美優らが出演した。風間亮役には新人の石山拓男がオーディションにて抜擢された。

## 登場人物

### 主要人物
- 佐伯小夜 - 加藤夏希
- 遠藤かず - 岸田健作
- 富永修 - 小野ヤスシ
- 光宗忠志 - 吉田友一
- 今井ミカ - 立花美優
- 原伊佐夫 - 猪瀬孔明
- 風間亮 - 石山拓男

### その他
- 谷本恵
- 淵上明日香
- 田中恭子
- 杉山龍蔵
- 内田菜月
- 長沢祥
- 草谷翔
- 深澤大河
- 井上未来
- 山本博子
- 黒木美穂
- 阿部友紀
- 湯尾大輔
- 石原有二
- 安田洙福
- 西田彩美
- 安藤美香
- 岡本堂玄
- 萩原直喜
- 稗田彰
- 浦崎実可子
- 松山綾子
- 仙田栞
- 南郷伸彰
- 木村成亨
- 中川さとみ

## スタッフ
- 製作 - 神品信市
- エグゼクティブプロデューサー - 神品信市
- プロデューサー - 甲斐浩次
- 脚本 - 野上貴史
- 監督 - 野上貴史
- 助監督 - 木村俊介
- 音楽ディレクター - TOSIMITSU
- 撮影 - 今井哲郎
- スチール - 石郷友仁
- 製作チーフディレクター - 西村克也
- 製作ディレクター - 奥村伸也、山多裕生
- 製作企画担当 - 高山重樹、松坂久美子
- 制作協力 - バーニングプロダクション
- 企画協力 - バーニング養成所
- 製作 - ミライ・アクターズ・プロモーション（現MIRAI PICTURES JAPAN）
- 配給 - 株式会社MIRAI

## 主題歌
line
作詞：カドワキタツヤ、作曲・編曲：クマロボ、歌：カドワキタツヤ

## DVD
2007年発売
- 発売元：株式会社マジカル
- スタンダード・エディション（DVD1枚組）
映像特典は「劇場予告編・メイキング」「製作発表・インタビュー・対談」

## 関連商品
- パンフレット・ポスター・台本（2006年より発売、MIRAI）